# Sheik Chinna Moulana
Sheik Chinna Moulana (télougou: షేక్ చిన్న మౌలాన) (1924 - 1999), de Guntur dans l'Etat indien d'Andhra Pradesh, était un musicien de l'Inde du Sud, spécialiste éminent du nadaswaram.

## Discographie
- Nadhaswaram: Music of South India (1996)
- Woodwind Melodies (1996)
- Musical Heralds from South India
- Celestial Nadaswaram Recitals
- Mellifluous Nadaswaram Recitals

```
The Sound of Nadaswaram
```

- Nadaswaram Samrat